# Fédération canadienne d'escrime
La Fédération canadienne d'escrime (FCE) (ou Canadian Fencing Federation (CFF) en anglais) est une association chargée d'organiser, de développer et de gérer l’escrime au Canada.
Elle est reconnue par la Fédération Internationale d'Escrime (FIE).
La Fédération a été créé en 1971 alors que le Canada se préparait à accueillir les Jeux olympiques d'été de 1976.

## Organisation
Sa direction est assurée par un Bureau de direction (7 membres). Le Président actuel est Stephen Symons.

### Structure provinciale
Il existe 10 fédérations provinciales:
- Association d'Escrime de la Colombie-Britannique
- Association d'Escrime de l'Alberta
- Association d'Escrime de la Saskatchewan
- Association d'Escrime du Manitoba
- Association d'Escrime de l'Ontario
- Fédération d'Escrime du Québec
- Escrime Nouveau-Brunswick
- Association d'Escrime de la Nouvelle-Écosse
- Association d'Escrime de l'Ile-du-Prince-Edouard
- Association d'Escrime de Terreneuve et Labrador